# Trubská
Trubská (en allemand : Röhren) est une commune du district de Beroun, dans la région de Bohême-Centrale, en Tchéquie. Sa population s'élevait à 185 habitants en 2020.

## Géographie
Trubská se trouve à 3 km à l'ouest du centre de Králův Dvůr, à 7 km à l'ouest-sud-ouest de Beroun et à 35 km à l'ouest-sud-ouest de Prague.
La commune est limitée par Hudlice et Nižbor au nord, par Králův Dvůr à l'est et au sud, par Trubín au sud, par Zdice au sud-ouest et par Svatá à l'ouest.

## Histoire
La première mention écrite de la localité date de 1237.